# Система одиниць Гауса
Система одиниць Гауса (англ. Gaussian system (of units), нім. Gauss-System) — система електричних і магнітних величин, в якій основними одиницями є сантиметр, грам, секунда.
Діелектрична проникність і магнітна проникність у гаусовій системі одиниць  — безрозмірнісні величини, для вакууму вони дорівнюють 1.
Магнітні одиниці цієї системи дорівнюють одиницям СГСМ системи одиниць, а електричні — одиницям СГСЕ системи одиниць.
Гаусову систему одиниць називають симетричною СГС.
Застосовується в основному в електродинаміці й квантовій механіці. У гаусовій системі одиниць написаний основний обсяг фізичної літератури.